# 阿蒂卡 (紐約州)
阿蒂卡（英語：Attica）是一個位於美國紐約州懷俄明縣的鎮。

## 人口
根據2020年美國人口普查的數據，阿蒂卡的面積為93.31平方千米，當中陸地面積為92.49平方千米，而水域面積為0.82平方千米。當地共有人口5790人，而人口密度為每平方千米62人。